# 9011 Angelou
9011 Angelou este o planetă minoră (asteroid) din centura de asteroizi. A fost descoperită pe 20 septembrie 1984 la Observatorul Kleť de Antonín Mrkos și a fost numită după Maya Angelou. 
Obiectul prezintă o orbită caracterizată de o semiaxă mare de 2,3482638 UAi, o excentricitate de 0,24, o înclinație de 2,08593 ° în raport cu ecliptica.